# Israel Brodie
Sir Israel Brodie KBE (geb. 10. Mai 1895 in Newcastle upon Tyne; gest. 13. Februar 1979 in Lambeth) war orthodoxer aschkenasischer Oberrabbiner des Vereinigten Königreiches und des Commonwealth.

## Biografie
Israel Brodie studierte am Balliol College in Oxford. Er war von 1923 bis 1937 Rabbiner der jüdischen Gemeinde von Melbourne in Australien. Als Teilnehmer der Schlacht von Dünkirchen war er bei der Evakuierung des Kessels dabei. Zu Ende des Zweiten Weltkriegs bekleidete er den Rang eines Senior Jewish Chaplain, auch Forces Rabbi genannt. Er wurde kurz nach dem Krieg, im Alter von 53 Jahren, Oberrabbiner, als wegen der Beendigung des britischen Mandats in Palästina eine schwierige Zeit für die Juden in Großbritannien angebrochen war. In der Nachkriegszeit leitete er den Ausbau der United Synagogue in London. Als würdevoller Mann von eindrucksvoller Erscheinung war ein wirkmächtiger Prediger. Er hatte exzellente Verbindungen in der englischsprachigen Welt. Er war Freimaurer, sein höchster Rang war der eines Grand Chaplain der Vereinigten Großloge von England.
Durch die Europäische Rabbinerkonferenz (Conference of European Rabbis) war Brodie tatkräftig am Wiederaufbau des religiösen Lebens der europäischen Juden nach dem Holocaust beteiligt. Brodie unternahm eine Reihe von Reisen durch den Commonwealth und stärkte die Gemeinschaft durch sein ruhiges, aber beharrliches Auftreten, auch wenn die letzten Jahre seiner Amtszeit von religiösen Streitigkeiten überschattet wurden. Brodie verhinderte, dass Rabbi Louis Jacobs, der die Überzeugung des Orthodoxen Judentums, dass die Tora von der Hand Gottes geschrieben sei, in Frage stellte, Rektor der London School of Jewish Studies wurde. Bei seinem Ausscheiden aus dem Amt wurde Brodie wegen seiner Verdienste um das Britische Judentum zum Ritter geschlagen. Er war der erste Oberrabbiner, der so geehrt wurde, denn sein Amtsvorgänger wurde nur Mitglied der Order of the Companions of Honour.